# Instituto Federal do Triângulo Mineiro
O Instituto Federal do Triângulo Mineiro (IFTM) é uma instituição pública de ensino brasileira, que oferece educação básica, profissional e superior, de forma pluricurricular, localizada no Triângulo Mineiro. É uma instituição multicampi, especializada na oferta de educação profissional e tecnológica nas diferentes modalidades de ensino, com base na conjugação de conhecimentos técnicos e tecnológicos às suas práticas pedagógicas. Foi criado mediante integração do Centro Federal de Educação Tecnológica de Uberaba e da Escola Agrotécnica Federal de Uberlândia.

## História
A primeira unidade do que se tornaria o IFTM surgiu na década de 1950, em Uberaba (MG), com o nome de Centro de Treinamento em Economia Doméstica Rural. Com o decreto presidencial nº 83.935, de 4 de setembro de 1979, a Instituição, juntamente com o recém-surgido Colégio Agrícola de Uberlândia, recebem a designação de Escola Agrotécnica Federal de Uberaba e de Uberlândia, com habilitação em economia doméstica.
Em 1982, o curso colegial de Economia Doméstica é transformado em curso técnico, ano em que ocorre a implantação do curso técnico em Agropecuária. Neste mesmo ano, a Escola recebe como doação do município de Uberaba, uma área de 472 hectares destinada à instalação e funcionamento da escola-fazenda.
Em 2002, a escola de Uberaba transformou-se em Centro Federal de Educação Tecnológica (CEFET), contando em sua estrutura com as Unidades de Ensino Descentralizadas (UNEDs) de Ituiutaba e Paracatu. São implantados os primeiros cursos superiores na modalidade tecnologia: Desenvolvimento Social, Irrigação e Drenagem e Meio Ambiente. Esses cursos passam a ser reconhecidos pelo Ministério da Educação em 2006. Ainda nesse ano, a Instituição expande sua área de atuação e passa a ofertar o curso superior de Tecnologia em Análise e Desenvolvimento de Sistemas e o curso técnico de nível médio em Análise e Produção de Açúcar e Álcool.
Finalmente, com a aprovação da pela Lei nº 11.892, de 29 de dezembro de 2008, o CEFET e a Escola Agrotécnica de Uberlândia se juntaram para formar o Instituto Federal de Educação, Ciência e Tecnologia do Triângulo Mineiro. A partir dessa mudança, a Instituição ganha maior autonomia e amplia a oferta da Educação Profissional e Tecnológica em vários níveis e modalidades.
A agrônoma Deborah Santesso Bonnas foi eleita reitora do Instituto para o período 2019-2023, assumindo no lugar de Roberto Gil Rodrigues Almeida.
Em 2020 o IFTM firmou parcerias cooperação técnica com outras instituições da região, a Universidade Federal de Uberlândia (UFU) e do Triângulo Mineiro (UFTM). Com o acordo, foram criados núcleos nas três instituições federais de ensino superior para o início de projetos voltados para o desenvolvimento econômico da região, que terão atuação direta do Serviço Brasileiro de Apoio às Micro e Pequenas Empresas (Sebrae).
O Instituto oferece, em 2021, mais de 1.700 vagas por ano, para novos alunos nos cursos técnicos no Triângulo e Alto Paranaíba. Ofertados em dez campi do IFTM e com a maior parte das vagas disponíveis em Uberlândia.

## Unidades
- Campus Avançado Campina Verde
- Campus Avançado Uberaba Parque Tecnológico
- Campus Ituiutaba
- Campus Paracatu
- Campus Patrocínio
- Campus Patos de Minas
- Campus Uberaba
- Campus Uberlândia
- Campus Uberlândia Centro

## CampusItuiutaba

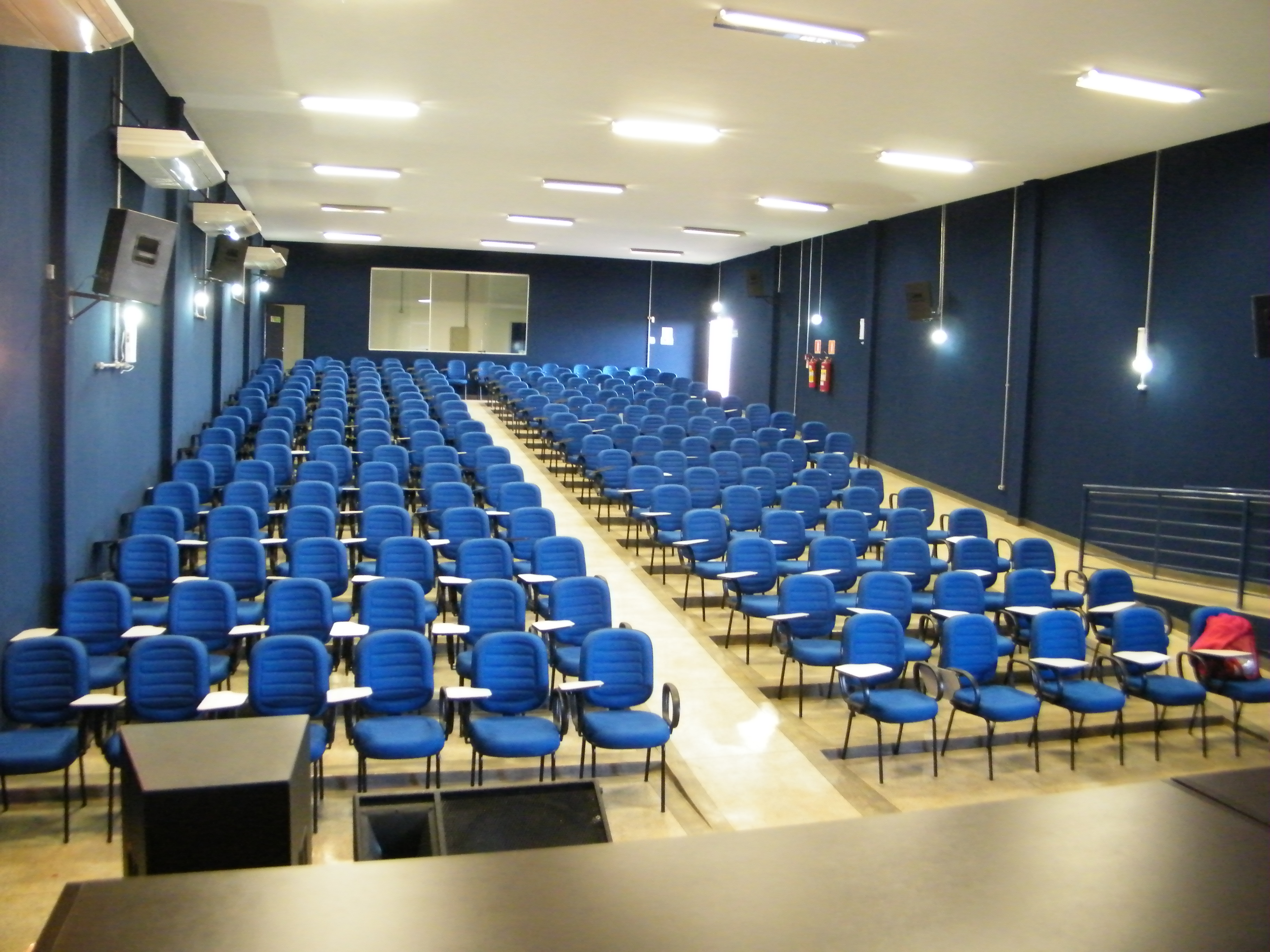
Auditório IFTM Ituiutaba.

O Instituto Federal Campus Ituiutaba conta com uma área de 1,6 km2, localizado no bairro Novo Tempo II, próximo ao Aeroporto de Ituiutaba. As construções estão distribuídas em um auditório, biblioteca, laboratórios de Química, Física, Informática e Alimentos, além de um equipado refeitório e amplas salas de aula, que já ocupam uma área de, aproximadamente, 4 mil m².

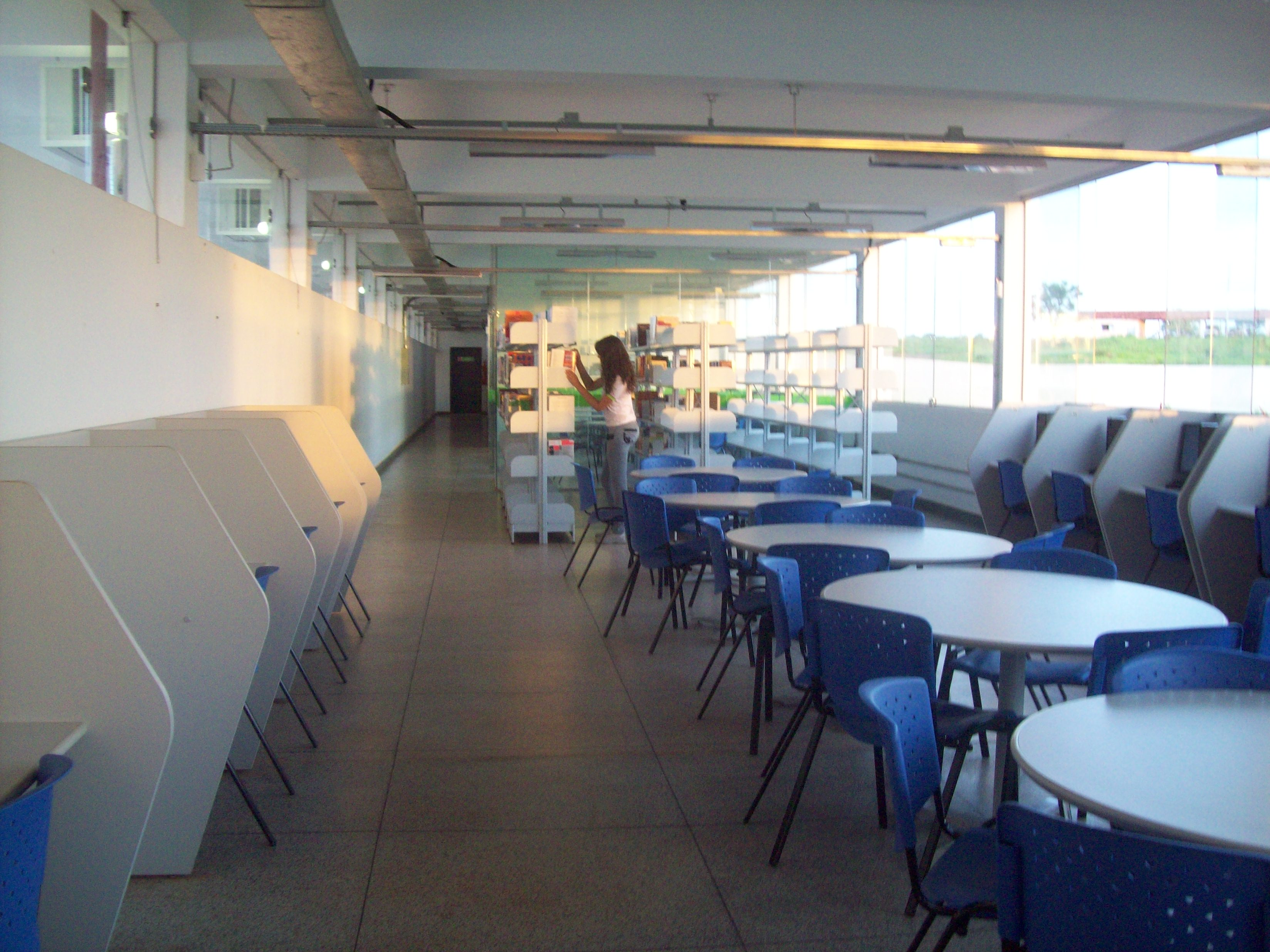
Biblioteca IFTM Ituiutaba.

## CampusPatrocínio
No dia 1 de fevereiro de 2010 o prefeito de Patrocínio Lucas Siqueira juntamente com o secretário municipal de Educação Eurípedes de Assis Peres, receberam das mãos do presidente Luiz Inácio Lula da Silva, em Brasília, a placa alusiva a instalação oficial do Instituto Federal de Educação, Ciência e Tecnologia- IF Triângulo Campus Avançado de Patrocínio-MG. Dada a importância da conquista para a comunidade de Patrocínio foi organizada uma cerimônia de inauguração oficial na sede do Campus do IFTM Patrocínio (antigo CET Cerrado). Houve presença de um grande público e diversas autoridades como o deputado federal Gilmar Machado (líder do governo na Câmara Federal); de Eurípedes Ronaldo Ananias Ferreira (Reitor do IF-Triângulo), prefeito de Patrocínio Lucas Siqueira, vice-prefeito Fausto Amaral, Humberto Donizete Ferreira-Bebé (presidente da Câmara Municipal), Célio Borges (vice-presidente do Conselho da FUNCECP), Ana Luiza da Fonseca Rodrigues (diretora da Superintendência Regional de Ensino), João Branco, prefeito em exercício de Guimarânia e o secretário municipal de educação Eurípedes de Assis Peres. Outras autoridades que marcaram presença foram os vereadores Alberto Sanarelli, Cássio Remis, Cláudio Alcântara, José Roberto (Salitre) e Marta Elias. Além do Reitor do IF - Triângulo,  prestigiaram também o evento o professor José Antônio Bessa (Diretor de Pesquisa do Instituto), professora Sandra Maria Souza de Oliveira (Pro - Reitora de Educação), e o professor Weverson Silva Morais (Assessor Especial de Articulação do IF - Triângulo). Dois vídeos foram exibidos para o público presente sendo um produzido pela Assessoria Municipal de Comunicação da Prefeitura de Patrocínio que mostrou momentos marcantes da história e conquista do IF - Triângulo Campus Avançado de Patrocínio(IFTM) e outro do Ministério da Educação sobre as instituições federais de ensino.

## CampusPatos de Minas
Em 2012, o campus encontrava-se em estágio final de implantação, localizado próximo ao trevo das BR-354 e BR-365. Foi adquirido pelo IFTM, por R$ 6,2 milhão, em dezembro de 2012. Com 3.300 m² de área construída e 22 hectares, o local já mantém toda a infraestrutura para funcionamento da instituição pois está localizada onde antes funcionava uma faculdade privada, a Sociedade de Ensino Superior de Patos de Minas, atualmente desativada.
Por ter sua estrutura física já construída é considerado uns dos maiores campi do IFTM na região o campus deve crescer rapidamente. Em três anos de funcionamento a expectativa é que ele esteja atendendo 1,2 mil alunos.